# Prästtjärnen (Malungs socken, Dalarna)
Prästtjärnen, alternativt Prästtjärn eller Fyrfot-fisktjärnen är en tjärn i Malung-Sälens kommun i Dalarna och ingår i Göta älvs huvudavrinningsområde. Tjärnens area är 0,017 kvadratkilometer och den befinner sig 450 meter över havet. Vid tjärnen finns spångar och en slogbod.

## Fiske
I tjärnen finns öring som sätts ut en gång om året. Fiskekort från Malungs FVOF krävs för personer som är 15 år eller äldre för att få fiska i sjön.